# Torneo de Viña del Mar 2006
El Torneo de Viña del Mar es un torneo de tenis que se jugó en arcilla. Se disputó en la ciudad de Viña del Mar. Fue la 13° edición oficial del torneo. Se realizó entre el 30 de enero y el 5 de febrero.

## Campeones

### Individuales Masculino
José Acasuso venció a  Nicolás Massú por 6-3 y 6-4

### Dobles Masculino
José Acasuso /  Sebastián Prieto vencieron a  František Čermák /  Leoš Friedl por 7-6(2) y 6-4